# Hubbo landskommun
Hubbo landskommun var en kommun i Västmanlands län.

## Administrativ historik
Kommunen bildades 1863 i Hubbo socken i Siende härad i Västmanland. 
Vid kommunreformen 1952 inkorporerades kommunen i Tillberga landskommun.

## Politik

### Mandatfördelning i Hubbo landskommun 1938-1946
| 15 | 1 | 2 | 1 | 1 |

| 19 |

| 15 | 5 |

| 17 | 3 |

| 15 | 5 |

| 18 |